# Lista incidentelor cu rachete căzute în Republica Moldova (din 2022)

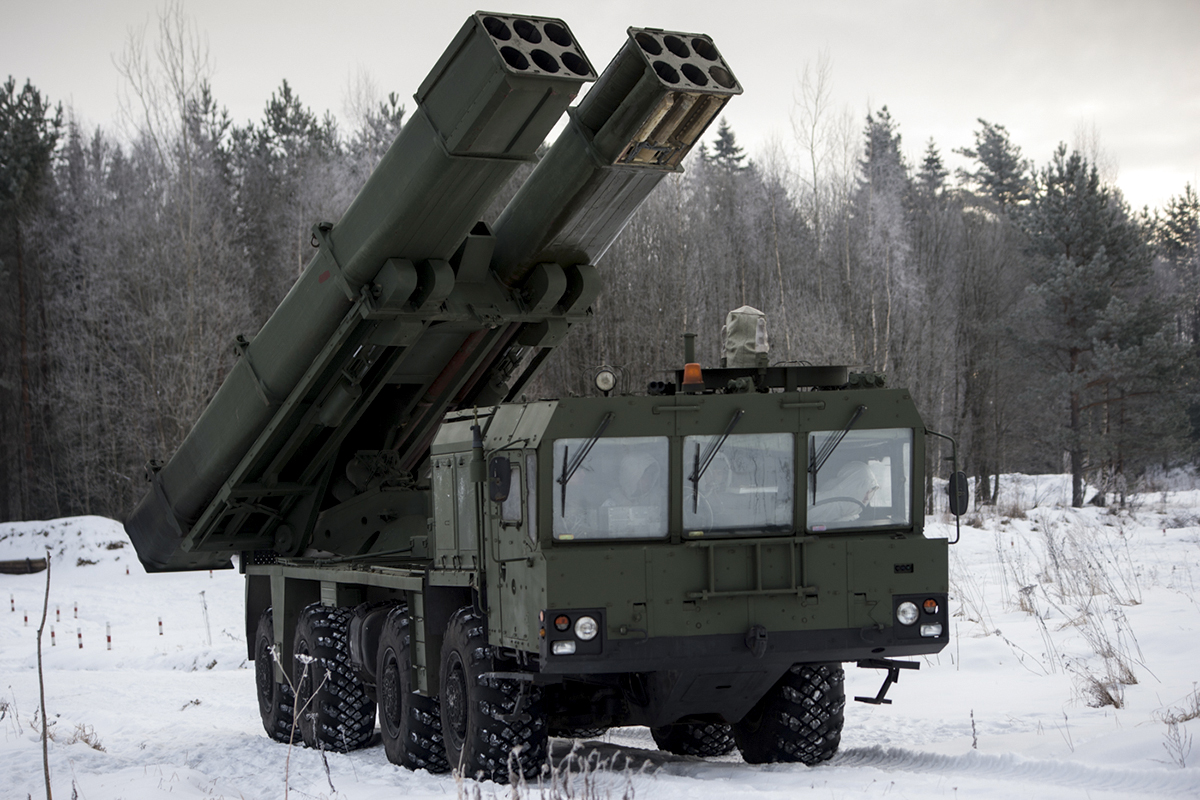
BM-27 Uragan, lansator multiplu de rachete autopropulsat de 220 mm

După Invazia Rusiei în Ucraina din 2022 în Republica Moldova au fost mai multe incidente cu rachete căzute la granița cu Ucraina.

## Lista incidentelor cu rachete căzute în Republica Moldova

### 2022
O rachetă rusească a căzut în Republica Moldova la 31 octombrie 2022, în Naslavcea, Ocnița. Igor Grosu, președintele Parlamentului, a spus că acest dovedește încă o dată că Republica Moldova este vulnerabilă în fața agresiunii ruse. Sistemele militare învechite de supraveghere aeriană nu au detectat zboruri ilegale în spațiul aerian al Moldovei.
O altă rachetă rusească a căzut în Republica Moldova, la 5 decembrie 2022, lângă Briceni.

### 2023
O a treia rachetă rusească a căzut în Republica Moldova, la  14 ianuarie 2023, la 20 de kilometri de granița cu România. Resturi de rachetă cu 80 de kilograme de explozibil au fost găsite în Larga, Briceni.

## Context
Din cauza invaziei ruse a Ucrainei, formatul 5+2 (care caută o soluție diplomatică pentru conflictul transnistrean dintre Moldova și statul nerecunoscut Transnistria) a fost din nou înghețat în 2022.
Într-un interviu propagandist acordat prezentatorului TV Dmitri Kiseliov în 2023,  Ministrul Afacerilor Externe al Rusiei Serghei Lavrov a amenințat Moldova cu scenariul ucrainean și susține că Maia Sandu vrea să introducă țara în NATO sau să o unească cu România.
În noiembrie 2022, Maia Sandu a declarat că există „încercări” ale Rusiei de a destabiliza situația din Republica Moldova.

## Alte incidente

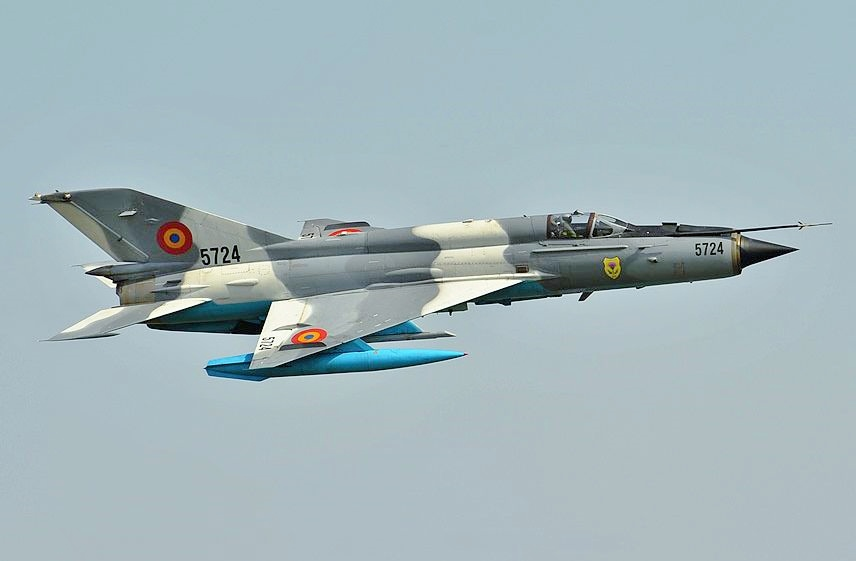
MiG-21 Lancer C din dotarea Forțelor Aeriene Române.

La 10 februarie 2023, sistemul de supraveghere aeriană al Forțelor Aeriene Române a detectat o rachetă de croazieră lansată de pe Marea Neagră, de pe o navă a Rusiei. Acesta a intrat în spațiul aerian al Ucrainei, apoi al Republicii Moldova și a reintrat în spațiul aerian ucrainean fără să intersecteze, în niciun moment, spațiul aerian al României. Două aeronave MiG-21 LanceR ale Forțelor Aeriene Române din serviciul de luptă Poliție Aeriană sub comandă NATO, care se aflau în acea perioadă într-un zbor de exercițiu, au fost redirecționate către zona de nord a României pentru a suplimenta opțiunile de reacție.